# Supervilão

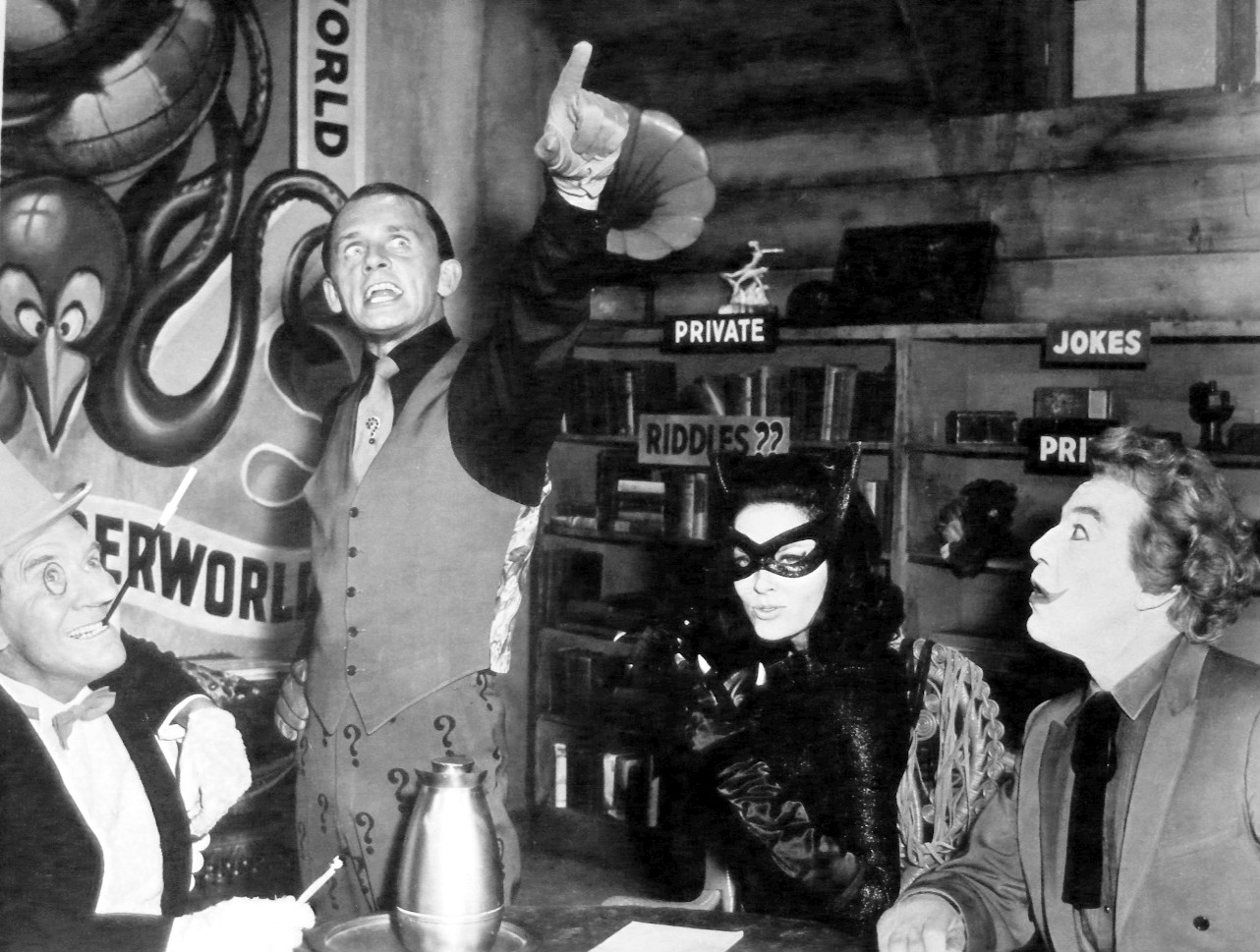
Foto do encontro dos vilões do do filme do Batman de 1966. Da esquerda para a direita: Burgess Meredith como Pinguim, Frank Gorshin como Charada, Lee Meriwether como Mulher-Gato e Cesar Romero como Coringa.

Um supervilão ou supercriminoso é uma variante do personagem vilão comumente encontrado em histórias em quadrinhos, geralmente possuindo habilidades sobre-humanas. Um supervilão é a antítese de um super-herói. Um super vilão feminino às vezes é chamado de supervilã.
Supervilões costumam ser usados como antagonistas para apresentar um desafio assustador a um super-herói. Nos casos em que o supervilão não tem poderes sobre-humanos, místicos ou alienígenas, o mesmo pode possuir um intelecto de gênio ou um conjunto de habilidades que lhe permite traçar esquemas complexos ou cometer crimes de uma forma que os humanos normais não podem. Outras características podem incluir megalomania e posse de recursos consideráveis para promover seus objetivos. Muitos supervilões compartilham algumas características típicas de ditadores, gangsters, cientistas loucos, caçadores de recompensas, empresários corruptos, assassinos em série e terroristas do mundo real, com aspirações de dominação mundial ou liderança universal. Às vezes, a única diferença entre eles é o uso de suas capacidades: o herói busca ajudar os outros, enquanto o vilão as utiliza de forma egoísta, destrutiva ou implacável.
Tanto super-heróis quanto supervilões fazem uso de alter egos enquanto estão em ação. Embora, ocasionalmente, o nome verdadeiro do personagem seja conhecido publicamente, na maioria das vezes o alter ego é utilizado para proteger sua identidade secreta de inimigos e do público geral.
Para os super-heróis, a dualidade de identidade é mantida em segredo principalmente para proteger seus entes queridos de serem atacados e para evitar serem constantemente solicitados para problemas triviais. Esse segredo pode gerar situações dramáticas, como a necessidade de encontrar formas discretas de se transformar em seus alter egos sem serem descobertos, ou de lidar com o peso psicológico de manter essa vida dupla. .
No caso dos supervilões, a dualidade de identidade é mantida em segredo para ocultar seus crimes do público, permitindo que ajam livremente e de forma ilegal, sem risco imediato de serem capturados pelas autoridades.

## Histórico

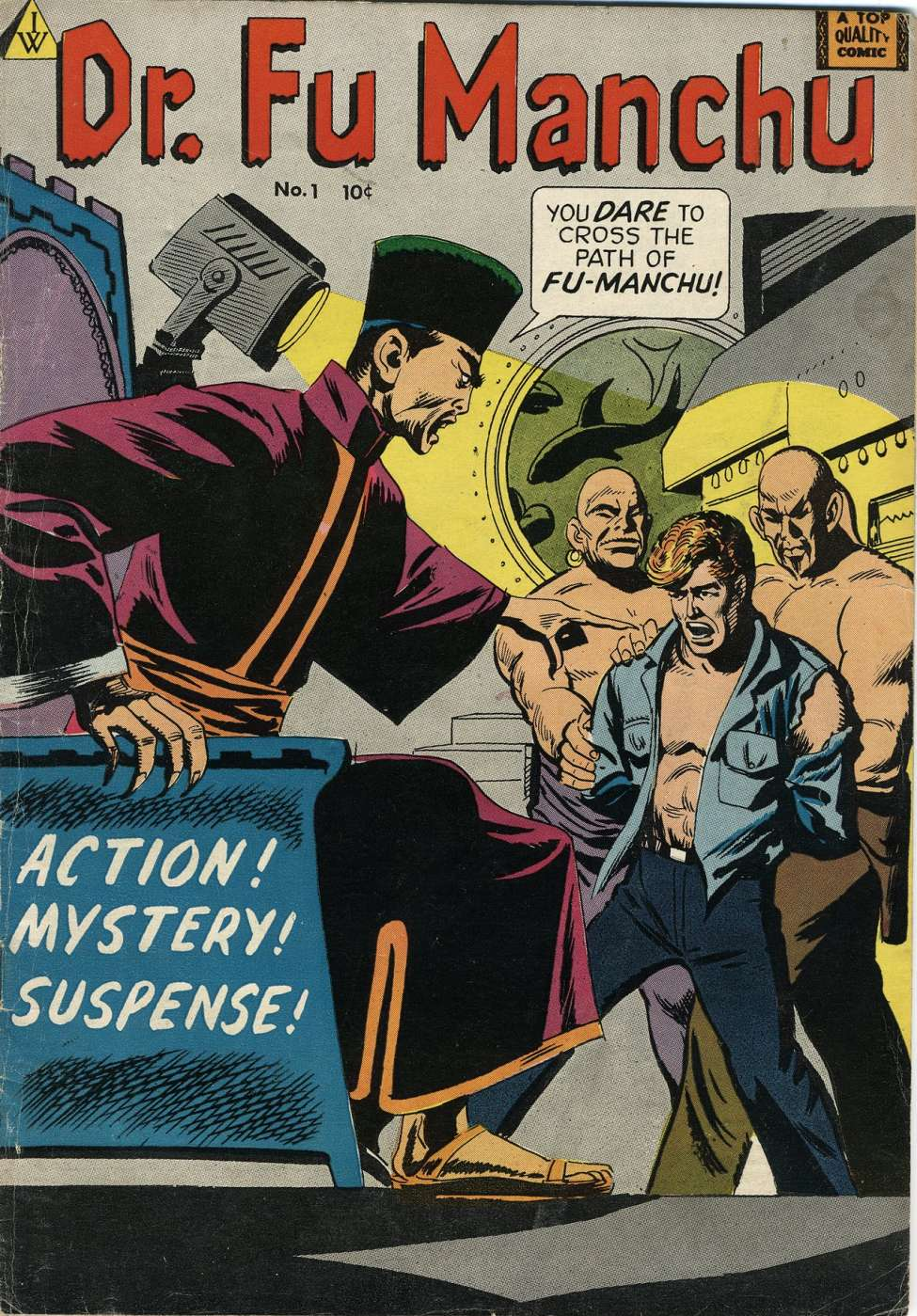
Dr. Fu Manchu, vilão da literatura que antecede os supervilões

A figura do supervilão, como conhecemos hoje, tem raízes profundas na literatura e no cinema do século XIX e início do século XX. Um dos primeiros exemplos é John Devil, criado por Paul Féval, pai, em 1862, seguido pelo maquiavélico Coronel Bozzo-Corona, líder da organização criminosa Les Habits Noirs, também de Féval, em 1863.
No documentário A Study in Sherlock, os escritores Stephen Moffat e Mark Gatiss afirmaram que consideram o Professor James Moriarty, cuja primeira aparição se deu em The Final Problem (1893), de Arthur Conan Doyle, um supervilão. Para eles, Moriarty se destaca por sua genialidade e habilidades de dedução, sendo o único capaz de representar uma ameaça real para Sherlock Holmes.
Outro exemplo de vilão pioneiro é Zigomar, personagem criado por Léon Sazie em 1909 para o jornal Le Matin. Zigomar é um criminoso mascarado com uma capuz vermelho, líder da "Bande des Z", que aterrorizava Paris com seus crimes engenhosos. O sucesso do personagem foi tamanho que Victorin Jasset dirigiu três filmes baseados em suas aventuras entre 1911 e 1913.
Em 1911, surgiu Fantômas, criação de Marcel Allain e Pierre Souvestre. Mestre do disfarce e do crime, Fantômas tornou-se uma figura emblemática da cultura popular francesa. O cineasta Louis Feuillade consolidou ainda mais sua fama ao dirigir cinco seriados mudos estrelados pelo personagem: Fantômas (1913), Juve contre Fantômas (1913), Le Mort Qui Tue (1913), Fantômas contre Fantômas (1914) e Le Faux Magistrat (1914).
Esse tipo de personagem se popularizou nos seriados de cinema, sendo um exemplo o The Hooded Terror em The House of Hate (1918). Nos seriados e filmes da época, o vilão frequentemente revelava-se alguém próximo aos protagonistas ou um personagem secundário importante. O autor, então, espalhava pistas e armadilhas ao longo da história para manter o público intrigado, criando um suspense que só seria resolvido na revelação final, quando a verdadeira identidade do vilão era descoberta.
Em paralelo, em 1912, o autor inglês  Sax Rohmer  criou Fu Manchu, arquétipo do gênio criminoso e cientista louco. Fu Manchu se tornou símbolo de representações estereotipadas de vilões orientais no cinema e na televisão, associado ao conceito do "perigo amarelo". Entre 1965 e 1969, Christopher Lee interpretou o personagem em cinco filmes, e em 1973 Fu Manchu apareceu pela primeira vez nos primeira vez nos quadrinhos da Marvel.
A década de 1930 foi um período em que floresceram os supervilões, paralelamente ao surgimento dos primeiros super-heróis. Entre 1931 e 1933, Leo O'Mealia adaptou Fu Manchu para uma tira de jornal. Em 1934, o  tirano de um planeta distante Ming, o Impiedoso, antagonista das aventuras de Flash Gordon, surgiu como outra figura clássica de supervilão do tipo "perigo amarelo", como um alienígena, Ming é marcado pela tirania e pelo desejo de dominação interplanetária. Fu Manchu também apareceu nas revistas em quadrinhos: as tiras de Leo O'Mealia foram reimpressas a partir da edição 17 da revista Detective Comics (julho de 1938), permanecendo até a edição 28.
No conto The Reign of the Superman (1933) de  Jerry Siegel e Joe Shuster, o personagem principal  era um homem comum que, após ser submetido a um experimento, ganhava poderes mentais e tentava conquistar o mundo, antecipando muitos dos temas típicos de supervilões. No ano seguinte, Siegel e Shuster remodelaram o conceito, transformando Superman em um herói para as tiras de jornal.
No Brasil, merece destaque A Garra Cinzenta, tira publicada entre 1937 e 1939, com argumento de Francisco Armond e desenhos de Renato Silva. A Garra Cinzenta apresentava um criminoso mascarado e maquiavélico, com forte influência dos pulps da época, consolidando-se como um dos primeiros supervilões dos quadrinhos brasileiros. Entre 1944 e 1947, a tira foi publicada na Bélgica na revista semanal Le Moustique com o título La Griffe Grise. O primeiro supervilão a enfrentar regularmente um super-herói foi o Ultra-Humanite, introduzido em Action Comics #13 (1939) como o grande inimigo do Superman.
A busca por histórias simples, nas quais o bem triunfava claramente sobre o mal, ajudava a consolar o público e a amenizar os horrores da guerra e as incertezas do momento. Esse desejo explica a enorme popularidade dos super-heróis durante a Segunda Guerra Mundial. Atendendo à demanda dos leitores, os criadores passaram a narrar histórias em que super-heróis combatiam diretamente as forças do Eixo, incorporando temas de heroísmo, sacrifício e patriotismo. Surgiram personagens como o Capitão América, que apareceu em 1941 já enfrentando Hitler e o vilão Caveira Vermelha, e o perigo amarelo, representado pelos vilões asiáticos, retornava com o Japão, aliado do Eixo.
Essa tendência de usar os super-heróis como símbolos das tensões políticas e da luta entre o bem e o mal se repetiria na Guerra Fria, adaptando-se a novos "inimigos" e reafirmando constantemente ideais de liberdade e justiça em tempos de conflito global. O perigo amarelo, agora, era simbolizado por vilões como os asiáticos comunistas, incluindo chineses, norte-coreanos e vietcongues, refletindo o clima de medo e desconfiança da época.

## Supervilões notáveis
O Coringa, Lex Luthor, Doutor Destino, Magneto, Sinestro, Brainiac, Caveira Vermelha, Adão Negro, Duende Verde, Loki, Thanos, Venom, Exterminador, Ultron, Professor Zoom, Ra's al Ghul e Darkseid são alguns notáveis supervilões masculinos dos quadrinhos que foram adaptados para o cinema e a televisão. Alguns exemplos notáveis de supervilãs são Mulher-Leopardo, Mulher-gato, Mística, Harley Quinn, Hera Venenosa, Hela e Madame Hidra.
Assim como os super-heróis, os supervilões às vezes são membros de equipes, como o Sexteto Sinistro, o Esquadrão Suicida, a Liga da Injustiça, a Irmandade dos Mutantes, a Legião do Mal e os Mestres do Terror.
O arqui-inimigo de James Bond, Ernst Stavro Blofeld (conhecido por frequentemente aparecer sentado em uma poltrona enquanto acariciava seu gato e muitas vezes deixando seu rosto invisível para o espectador) tornou-se influente para os tropos de supervilões no cinema popular, incluindo paródias como Dr. Garra da série animada Inspector Gadget, Dr. Evil e Mr. Bigglesworth, da série de filmes Austin Powers, ou Dr. Blowhole da série animada de TV The Penguins of Madagascar.